# دنیز کده
دنیز کده (انگلیسی: Deniz Kadah؛ زادهٔ ۲ مارس ۱۹۸۶) بازیکن فوتبال اهل ترکیه است.
از باشگاه‌هایی که در آن بازی کرده‌است می‌توان به باشگاه فوتبال چای‌کار ریزه‌اسپور، باشگاه فوتبال فورتونا دوسلدورف، و باشگاه فوتبال هانوفر ۹۶ اشاره کرد.